# Tom Sterobo
 Der er for få eller ingen kildehenvisninger i denne artikel, hvilket er et problem. Du kan hjælpe ved at angive troværdige kilder til de påstande, som fremføres i artiklen.

Tom Sterobo (født 10. april 1967) er fodboldspiller og tidligere målmand for OB. Han debuterede for fynboerne i 1993, hvor han var anden målmand, til fordel for Lars Høgh. Han debuterede i en kamp mod B93 i en pokalkamp, hvor kampen endte 2-1 til OB. Han nåede at få 35 kampe på førsteholdet, indtil OB hentede Thomas Sørensen, hvor han derefter valgte at skifte klub. Han endte dermed samme år i FC Fredericia, hvor han fik 124 kampe for sønderjyderne.

## Trænerkarriere
Som målmandstræner for OB har Sterobo siden 2003 stået i spidsen for målmandstræningen, og har blandt andre trænet Anders Lindegaard, der debuterede på landsholdet den 7. september 2010.
I sommeren 2012 forlod han sin stilling som målmandstræner.

## Privatliv
I Sterobo-familien har der været stor tradition for at være målmand. Toms far, Finn Sterobo, har selv været målmand for OB, og mange mener at han har været en af de største, gennem tidernes løb. Toms storebror, Jan, har været landsholdsmålmand i vandpolo. Og Tom har så også selv været målmand, altså hos OB.  